# Українські олігархи
Українські олігархи — низка осіб, яка часто нечітко визначена у політичних колах та ЗМІ як «олігарх», що набула статків чи збагачується завдяки контролю влади в цілому або її гілок, непотизму, корупції та іншими нелегальними шляхами, яка з'явилася на економічній і політичній арені України після здобуття нею незалежності в 1991 році. Особи, які стали надбагатими не шляхом економічної діяльності, створення матеріальних цінностей чи росту промисловості, а через розграбування вже створеного іншими людьми національного багатства. Поняття часто плутається із бізнесменами, які створили свій бізнес легальним шляхом та не завдяки своїм позиціям у владі, створивши конкурентноздатні компанії, що спроможні працювати у ринковій економіці. Через відсутність чіткого законодавчого механізму визначення поняття «олігарх», в Україні анонсовано створення реєстру олігархів з метою обґрунтування визнання особи олігархом із внесенням його майна до реєстру.

## Поняття
На думку аналітиків британського Think Tank «Chattam House», можливо, найбільша небезпека для України походить зсередини. Український естаблішмент, його неформальні мережі та радянське минуле, формує бізнесменів з надмірним впливом у медіа та владі (так звані олігархи), які становить найбільшу загрозу для стабільності та успіху. Ключові реформи в таких сферах, як охорона здоров'я, державне управління та судова влада, ще не розпочаті або знаходяться в початковому стані. Термін «олігарх» передбачає, що хтось має владу, однак такий термін буде неточним у випадку України. Вірніше сказати, що українські багатії мають надмірний вплив у політиці своєї країни.
На думку директора Національного інституту стратегічних досліджень, професора Володимира Горбуліна, власність зобов'язує: «Економічна влада, як і будь-яка інша, — це не тільки, і навіть не стільки вигідні привілеї, як висока відповідальність. Сьогодні прийшов час довести, що бізнесмени гідні свого капіталу, тобто здатні сформулювати порядок денний для політиків і змусити їх реалізовувати суспільно важливі завдання. Інакше історія ще раз доведе, що той, хто не може впоратися зі своєю суспільною функцією, швидко втрачає і роль, і статус».
В кінці XX — на початку XXI століття в Україні сформувався особливий політико-економічний режим, що ґрунтується на симбіозі політики та економіки, влади та власності, на зрощуванні політичного та економічного прошарків, які виникли на базі комуністичної номенклатури. Економічна міць олігархів базується на їх традиційних радянських політичних зв'язках, наближеності (або навіть тотожності) до правлячих кіл, можливості забезпечувати собі на рівні прийняття державних рішень особливо сприятливі умови для ведення бізнесу. Вони можуть конвертувати свій фінансово-економічний капітал в політичний, а останній в свою чергу — ще в більші матеріальні ресурси.
Новітня олігархія з'явилася в Україні, як і в багатьох інших пострадянських країнах, у винятковий історичний період переходу від радянського ладу до ринкової економіки та стала відповіддю незрілого, недорозвиненого та недомодернізованого суспільства на наступні історичні виклики: створення власної держави; перетворення адміністративно-командної системи економіки на ринкову; впровадження демократичних інститутів і практик у суспільне життя.
У дослідженні пострадянського соціально-економічного і політичного життя політолог Генрі Хейл (Henry E. Hale) переосмислює політичну економіку і взаємодію влади і суспільства в державах на теренах колишнього СРСР. Хейл розкриває універсальну характеристику політичного процесу цих країн — а саме те, наскільки глибоко в їх суспільства проникли патронажно-кліентських відносини, кланоподібні мережі і їх механізми отримання ренти з економік своїх країн. Більш того, ці «неопатримоніальні режими» не вписуються в звичну типологію політичних систем, прийняту в західній політології (із її відмінностями між тоталітаризмом, авторитаризмом і демократією).
Замість цього, в неопатримоніальних або, за Хейлом, «патрональних» (patronalistic) режимах влада акумулюється, зберігається і застосовується за допомогою більш-менш успішної побудови, підтримки та взаємодії неформальних, іноді взаємопов'язаних, іноді конкуруючих патронажних пірамід на чолі з верховними патронами, які керують великими економічними конгломератами, регіональними політичними та / або впливовими державними інститутами. Влада такого патрона виходить не стільки з його формального положення і офіційної функції, скільки з того, що він (рідше — вона) є «босом» напівтаємної кланової піраміди, яка, в свою чергу, часто складається з декількох менших пірамід на чолі з субпатронами, які працюють з окремими колами «клієнтів».
Згуртованість, дієвість і стійкість цих пірамідальних структур тримаються не стільки на формальній інституціональній ієрархії між їх членами, скільки на їх родинних зв'язках, особистій дружбі, тривалих знайомствах, неофіційних транзакціях і на таких більш прозаїчних фундаментах, як напівмафіозні правила поведінки, накопичені борги або зобов'язання, блат, кругова порука, зібраний компромат, та й звичайний страх.
Ці мережі і піраміди функціонують як неофіційні механізми обміну постами, грошима, замовленнями, нерухомістю, товарами, послугами, ліцензіями, грантами та пільгами. По суті, ці корупційні схеми складають основу, сенс і мету більшої частини пострадянської «патрональної політики». Ці приховані режими функціонують не тільки в умовах явного авторитаризму, а й в офіційно демократичних системах.
Олігархи, як правило, визначаються як псевдо-ринкові підприємці, що мають безпосередній вплив на політику та економіку. У 1990-х олігархи перетворилися на підприємців із хорошими зв'язками, які почали майже з нічого і розбагатіли за рахунок непрозорого процесу приватизації державних підприємств за допомогою корумпованості правлячої тогочасної політичної еліти (криміналітету). Пізніше численні українські бізнесмени прийняли до себе на контроль політичні партії, ставши їхніми спонсорами, або створили нові, щоб отримати місця і вплив (лобі) в Верховній Раді.[джерело?]
| | Ряд пострадянсьских держав – вже є, або ж стають «мафіозними державами», де важко відрізнити діяльність урядів від організованої злочинності. |
| — Відставний прокурор Іспанії Хосе «Пепе» Ґрінда Ґонсалес, з розмови із американськими дипломатами в Мадриді, 2010 | |

Зростання олігархів було пов'язано з процесами приватизації державних активів, якими партійна номенклатура часів СРСР розпоряджалася по факту. Ці процеси зазвичай беруть участь у розподілі власності підприємств, землі та нерухомості на рівноправній основі за допомогою таких інструментів, як приватизаційні чеки, сертифікати тощо. Враховуючи різні вподобання людей щодо політичних ризиків, право власності може бути легко перепродано.[джерело?]
Олігархія являє собою продовження, розвиток і перенесення на вищий рівень урядування кланової моделі суспільної ранньо-феодальної організації радянської доби, що базується на неформальних структурах влади — прихованих і потужних кланах. «Клани» в українських умовах використовують державні інституції для досягнення власних вузько приватних або корпоративних цілей, фактично привласнюючи державні функції як такі. Через існування декількох кланів виникає потреба в координації їх діяльності та в недопущенні або мінімізації конфліктів між ними. Цю функцію може брати на себе авторитарний правитель, що й спостерігалося за часів президентства Леоніда Кучми.
В контексті дії угоди про зону вільної торгівлі між Україною та ЄС, на думку аналітиків Chattam House, українські компанії бояться конкуренції з боку європейських виробництв, лобіюючи протекціоністські заходи. Підприємства олігархів пручаються переходу від рентної моделі до ринкової конкуренції.
Українські «клани» (що також іноді називають «фінансово-промисловими групами») виникли за регіональною ознакою. Найпотужніші з них асоціюються із залишками комуністичної партійної номенклатури та пов'язаних з нею кримінальних угруповань Донецька, Києва, Дніпропетровська і Харкова. Іноді в одному регіоні може бути декілька потужних «кланів».
Окрім того, олігархи досить часто створювали фінансово-промислові групи, в яких значне місце посідають фінансово-кредитні установи. Українські бізнесмени в тренді бізнесменів розвинутих країн 20-30-х років XX ст. відкрили власні банки, які іноді використовувалися для фінансування бізнесів своїх учасників. Так, наприклад, Ахметов відкрив ПУМБ (раніше Донгорбанк, який потім був об'єднаний з ПУМБ), Новинський — «Форум», Пінчук — «Кредит Дніпро» (в 2007-му він вигідно продав італійцям Укрсоцбанк), Фірташ — «Банк Надра», Жеваго — «Фінанси і Кредит», Бахматюк — «Фінансова ініціатива» і потім VAB, Нусенкіс — Кредитпромбанк (проданий в 2013-му Лагуну), президент Порошенко — Міжнародний інвестиційний банк (раніше він володів банком «Мрія», проданим в 2006-му російському ВТБ), Коломойський, Боголюбов, Милославський та Мартинов — банк «ПриватБанк».
У сучасному фінансовому світі відбувається боротьба — між тими, хто прагне сховати гроші і активи і тими, хто намагається їх знайти. Наприклад, для того, аби сховати джерела походження своїх статків, або джерела фінансування бізнесів чи просто захистити бізнес від рейдерських атак — олігархи можуть створити власний кишеньковий (кептивний) банк.
Проте такі банки ще й живлять за рахунок вкладників бізнеси своїх засновників. В цій діяльності по суті немає нічого поганого: окрім одного — всі ризики вкладників стають пов'язаними із кредитами, виданими одній бізнес-групі. Якщо така бізнес-група сідає на мілину, її кептивні банки можуть обнулити свої сторонні зобов'язання. Як в частині процентних платежів, так і в поверненні вкладів. Коли ж в українських умовах банк пов'язаний неформальними кредитними зобов'язаннями з бізнесом/сами власника і не може адекватно вийти з такого кредитування, виникають більш складні довгострокові наслідки: банк не може продати кредитний портфель, власники можуть не досить адекватно реагувати на погіршення стану банку (адже їх бізнеси і кредитуються банком).
Тому центробанки по всьому світу вимушені боротися з відмиванням грошей (anti-money laundering), приховуванням «сірих» транзакцій (related-party lending), приховуванням прав власності (ultimate beneficial ownership) в таких фінансово-кредитних установах.
Зрештою, кептивний банк або перетворюється в справжній ощадний банк, або виводиться регулятором з ринку, як, наприклад, це відбулося з низкою банків під час останньої фінансової кризи в України.
Поки що нікого з власників збанкрутілих чи виведених з ринку банків не притягнено до відповідальності. Але кейс Павла Лазаренко не можна зовсім списувати з рахунків, адже за подіями на українському фінансовому ринку останніх років пильно стежили фахівці різноманітних міжнародних структур, таких як ФБР.

## Історія

### Епоха Кучми
Певні реформи в Україні (зокрема процеси приватизації державного майна) були відверто націлені на створення прошарку великих феодалів та олігархії, приймалися та проводилися без громадського обговорення і без впливу широкого загалу на характер рішень. Економічні реформи впроваджувались виключно в інтересах правлячих кіл. Приватизація, лібералізація зовнішньої торгівлі, бартерні угоди стали головними інструментами збагачення привілейованих верств населення в перші роки реформ. В умовах конфіскаційної за своєю суттю лібералізації, за відсутності капіталів та при повній деморалізації суспільства приватизація проводилась непрозоро, кулуарно та виключно в інтересах еліти, зокрема менеджерів державних підприємств, тому нині в Україні спостерігається одна з найбільших на пострадянському просторі концентрація виробничих активів у руках менеджерів.
Організована КПУ та афільованими кримінальними структурами приватизація відкривала необмежені можливості для порушень, зловживань і всеохопної корупції. Правлячі класи мали монополію на прийняття та втілення рішень, при цьому не будучи зобов'язаним нести відповідальність. Це створювало ситуацію ніби-то безконтрольності та безкарності, стимулюючи до великих зловживань та концентрації капіталів у організаторів процесу. Ці ж самі передумови сприяли формуванню олігархії. Приватизація мала глобальні наслідки не тільки в економічному плані, але й для подальших процесів політичного реформування, роблячи демократичну консолідацію неможливою, а також визначаючи хід процесів у соціальній сфері.
У 1992–1997 роках відновився розпочатий ще в 1990-ті конституційний процес та стартувала приватизація, яка відбувалася в одній із найгірших форм так званої «масової», «сертифікатної» приватизації, що під виглядом справедливого розподілу народного майна забезпечила його поступове перетікання в руки людей, пов'язаних з владою, з одного боку, та з кримінальним світом, — з іншого. Лише на початку наступного етапу — у 1999 році було прийнято рішення про початок «грошової приватизації».[джерело?]
1996 року Україна отримала нового главу уряду, «магната» з Дніпропетровщини Павла Лазаренка, що став символом посилення впливу прихованих економічних інтересів або кланово-олігархічних груп. Після недовгого перебування в кріслі очільника уряду про нього говорили як про одного з найбагатших та найвпливовіших політиків України, котрий «поклав око» на всю державу, а також як про реального суперника Президента Леоніда Кучми.[джерело?]
За часів президентства Леоніда Кучми сформувалась чітка корупційно-олігархічна система, що призвело до невдоволення народу і Помаранчевої революції 2004 року.

### Епоха Ющенка
За часів президентства Віктора Ющенка проходить подальший етап олігархізації України його оточенням і олігархічними кланами, а також процес знецінення національної грошової одиниці та розвалу армії. Оскільки приватизаційні процеси майже закінчились олігархічні клани розпочинають новий етап перерозподілу власності шляхом поглинання дрібних і середніх підприємств через рейдерські захоплення з використанням проплачених молодиків спортивної статури та корумпованих суддів. Надалі, зокрема через критику від політиків БЮТ, це призводить до падіння рейтингу Ющенка та перемоги на президентських виборах 2010 року Віктора Януковича.

### Епоха Януковича
Віктор Янукович почав здійснювати будівництво чіткої провладної вертикалі і почав процес узурпації влади та подальшої олігархізації країни. Продовжується рейдерське захоплення підприємств, але тепер виключно членами «сім'ї». Все це призводить до незадоволення населення й інших олігархічних кланів, що стало однією з причинин Євромайдану.

### Епоха Порошенка
З падінням режиму Януковича в 2014 році відбувається спроба нового перерозподілу власності в Україні між фінансово-олігархічними угрупованнями (які заручаються підтримкою діючої політичної «еліти», або самі належать до неї), незважаючи на відкриту військову агресію Російської Федерації. Для реалізації цього вони за допомогою впливів через структури, які зокрема належать громадянам РФ та агентурі цієї держави, знижують курс гривні й обезцінюють державні підприємства, щоб подальшу приватизацію здійснити за безцінь, виводять іноземну валюту в офшори, ліквідовують банки без повернення коштів багатьом громадянам тощо.[джерело?]
Політика все ще діючої посткомуністичної «еліти» спрямована на перешкоджання входу на український ринок інвесторів з інших країн та внутрішнім незалежним інвестиціям через незахищеність права власності і недовіру до банків та судової системи.

### Епоха Зеленського
З липня 2022 року в Україні указом Президента вводиться реєстр олігархів, за браком єдиного критерію та єдиного визначення що таке олігарх. Наявність політика у реєстрі олігархів фактично буде визначати чи є такий політик або крупний бізнесмен «олігархом».

## Критика
На думку українських дослідників, збереження феодально-олігархічної моделі знижує конкурентоспроможність суспільства, стримує можливості для його сталого та якісного розвитку, створює суттєві обмеження для використання творчого потенціалу різних верств населення та загрожує остаточно перетворити Україну на периферійну та відсталу країну Світу.

## Список українських олігархів
Згідно з дослідженням в Україні діє 35 основних олігархічних груп, що складаються з одного або декількох олігархів, які тісно співпрацюють один з одним, а саме:
| Оліграхічна група                | Власники (члени) групи                                  | Примітки                                                                  |
| -------------------------------- | ------------------------------------------------------- | ------------------------------------------------------------------------- |
| System Capital Management        | Ринат Ахметов                                           | Найбагатший в Україні олігарх                                             |
| Smart Holding                    | Вадим Новинський, Андрій Клямко                         | проросійський політик, меценат УПЦ МП                                     |
| Енергетичний стандарт            | Костянтин Григоришин                                    | Пов'язаний із РФ                                                          |
| Індустріальний союз Донбасу      | Сергій Тарута, Олег Мкртчян, Віталій Гайдук             |                                                                           |
| Energo                           | Віктор Нусенкіс, Леонід Байсаров                        | Віктор Нусенкіс фінансує ДНР, проживає в РФ                               |
| Приват                           | Ігор Коломойський, Геннадій Боголюбов, Олексій Мартинов |                                                                           |
| Group DF                         | Дмитро Фірташ, Сергій Льовочкін, Юрій Бойко             | Фірташ є найважливішою фігурою у газовидобувній промисловості             |
| Universal Investment Group       | Віталій Антонов                                         |                                                                           |
| Азовмаш                          | Юрій Іванющенко, Арсен Іванющенко                       |                                                                           |
| Кернел                           | Андрій Веревський                                       |                                                                           |
| Мотор Січ                        | В'ячеслав Богуслаєв                                     |                                                                           |
| Укрпромінвест / Рошен            | Петро Порошенко, Юрій Косюк                             | Порошенко — п'ятий Президент України                                      |
| Норд                             | Валентин Ландик                                         |                                                                           |
| Фінанси та Кредит                | Костянтин Жеваго, Олексій Кучеренко                     |                                                                           |
| Астарта                          | Віктор Іванчик, Валерій Коротков                        |                                                                           |
| Динамо                           | Григорій Суркіс, Ігор Суркіс, Віктор Медведчук          | Співласники Динамо (Київ)                                                 |
| Інтерпайп                        | Віктор Пінчук                                           | Пінчук є зятем екс-президента Леоніда Кучми                               |
| ТАС                              | Сергій Тігіпко                                          |                                                                           |
| Конті / АПК-Інвест               | Борис Колесніков                                        |                                                                           |
| Оболонь (компанія)               | Олександр Слободян                                      |                                                                           |
| Укрінтерпродукт                  | Олександр Лещинський                                    |                                                                           |
| Стирол                           | Микола Янковський                                       |                                                                           |
| Creativ Group                    | Станіслав Березкін                                      |                                                                           |
| Development Construction Holding | Олександр Ярославський                                  |                                                                           |
| АВК                              | Володимир Авраменко, Валерій Кравець                    |                                                                           |
| Концерн AVEC                     | Олександр Фельдман                                      |                                                                           |
| Аваль                            | Федір Шпиг                                              |                                                                           |
| Укрсоцбанк                       | Валерій Хорошковський                                   |                                                                           |
| Правекс                          | Леонід Черновецький та його родина                      | Черновецький є одним із перших банкірів України, колишній мер міста Києва |
| Форум Груп                       | Леонід Юрушев                                           |                                                                           |
| Uvercon                          | Едуард Прутнік                                          |                                                                           |
| Континіум                        | Сергій Лагур, Степан Івахів                             |                                                                           |
| ЕпіцентрК                        | Олександр Герега, Галина Герега                         |                                                                           |
| Cascade Investment               | Віталій Хомутиннік                                      |                                                                           |
| Нафтагазвидобування              | Нестор Шуфрич, Микола Рудьковський                      |                                                                           |

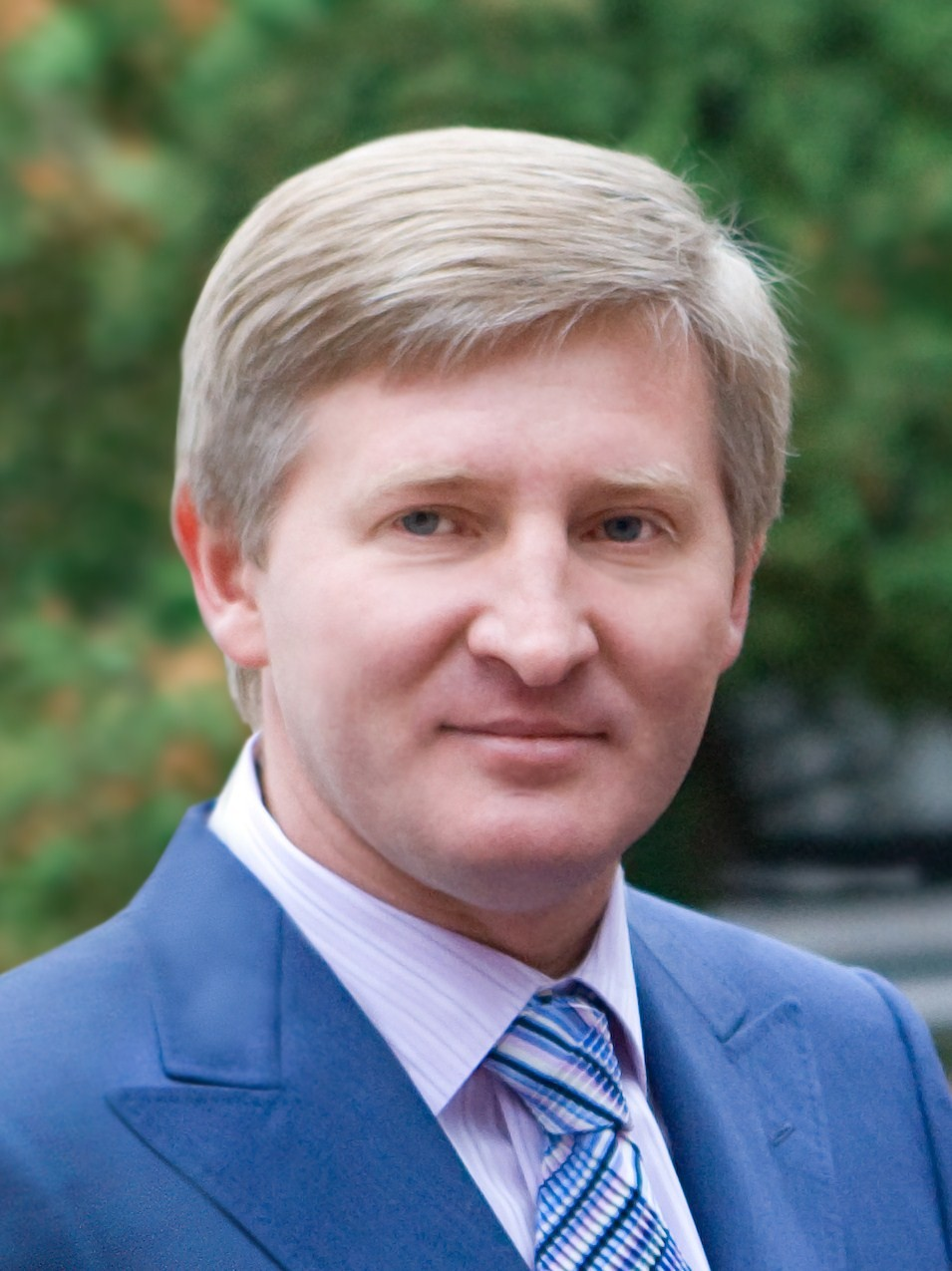
Ахметов Рінат Леонідович
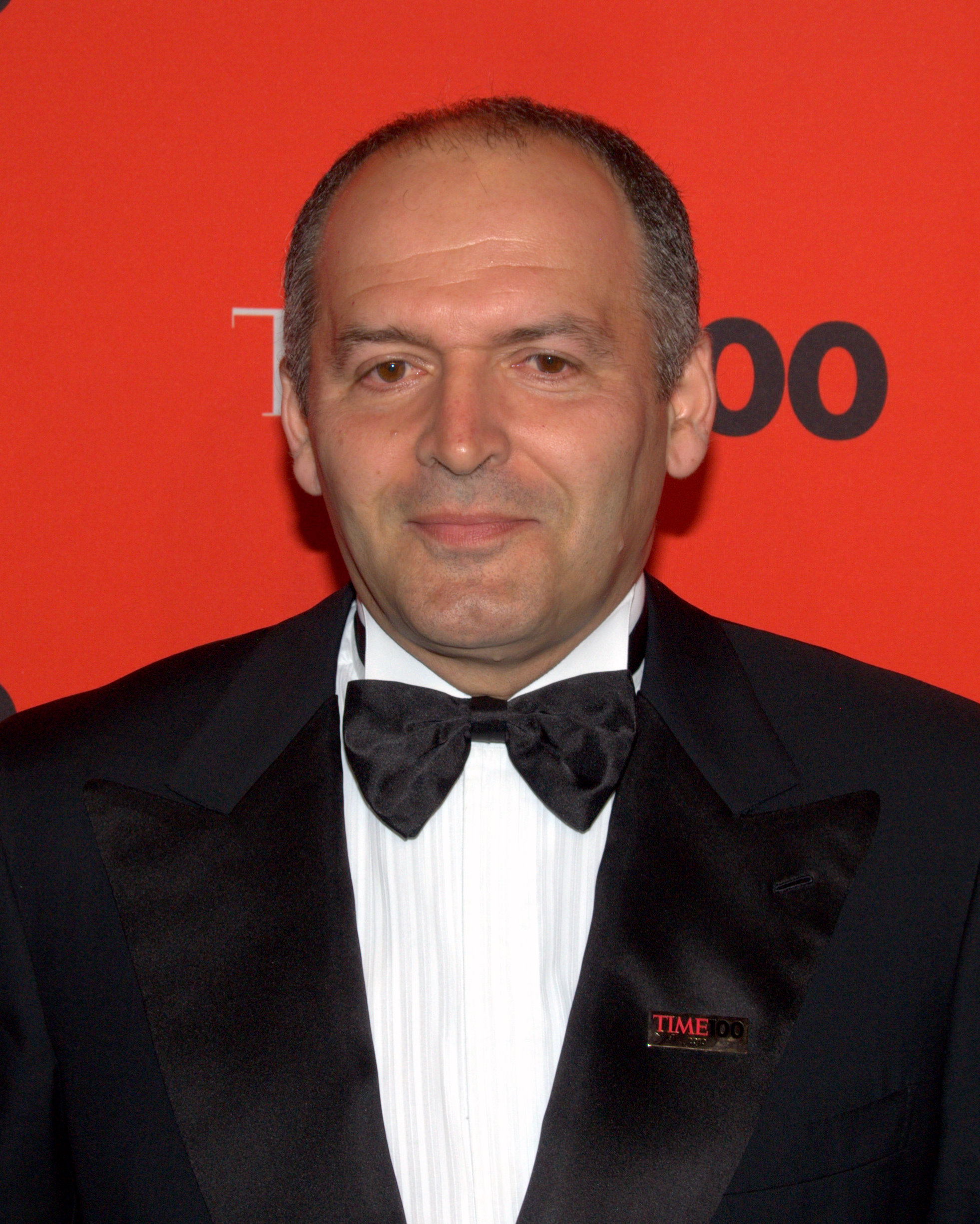
Пінчук Віктор Михайлович
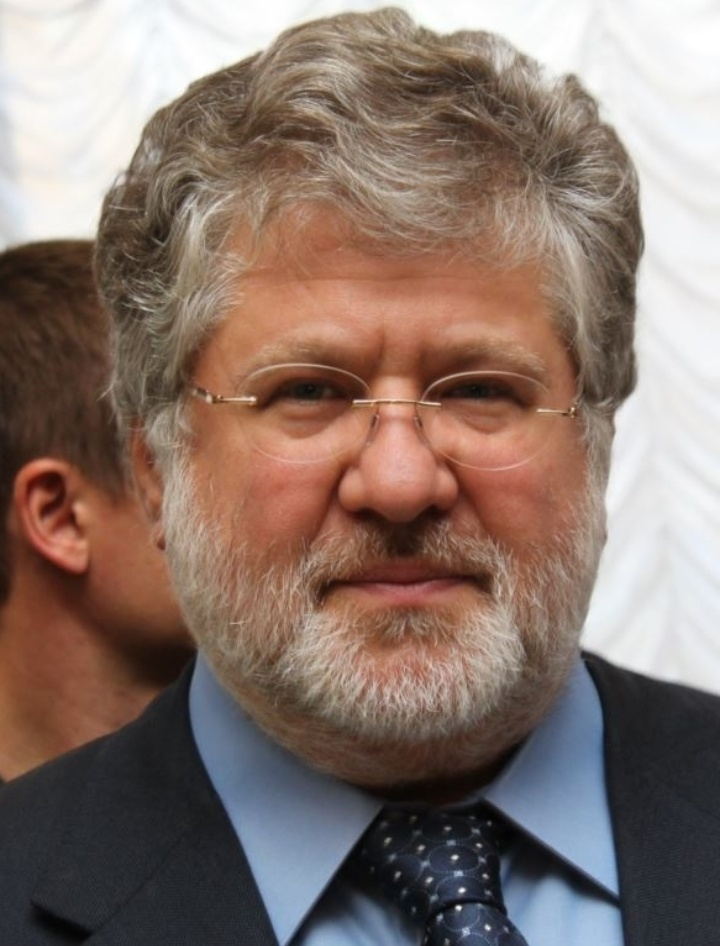
Коломойський Ігор Валерійович
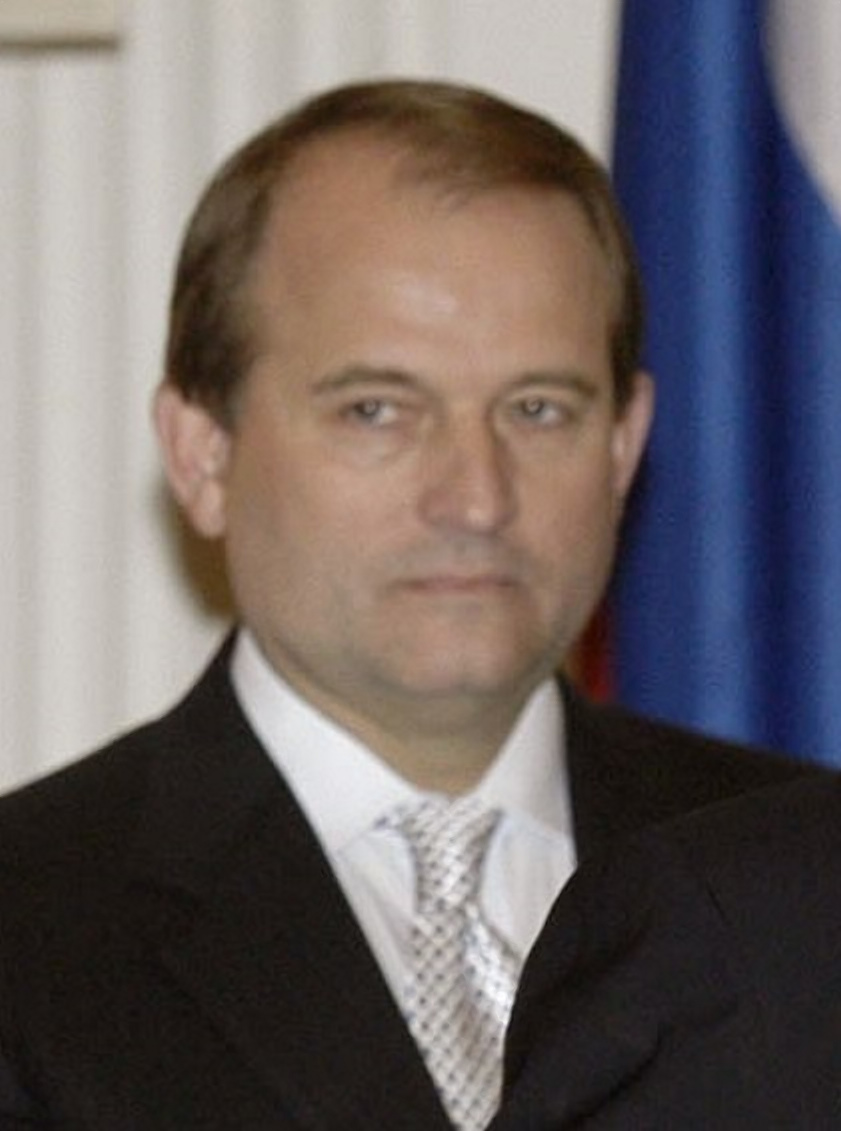
Медведчук Віктор Володимирович

### Російські олігархи в Україні
До російських олігархів, які мають бізнес на території України є Бабаков Олександр Михайлович, який через різноманітні підприємства володіє акціями 11 українських обленерго. 12 ж інших обленерго має увласності також російський олігарх Костянтин Григоришин, причому декілька з них він має спільно з Ігорем Коломойським. Володіння росіянами 23 енергопостачальними підприємствами України ставить під великий ризик енергетичну безпеку України.

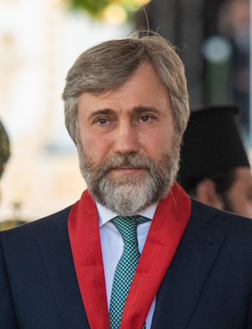
Новинський Вадим Владиславович
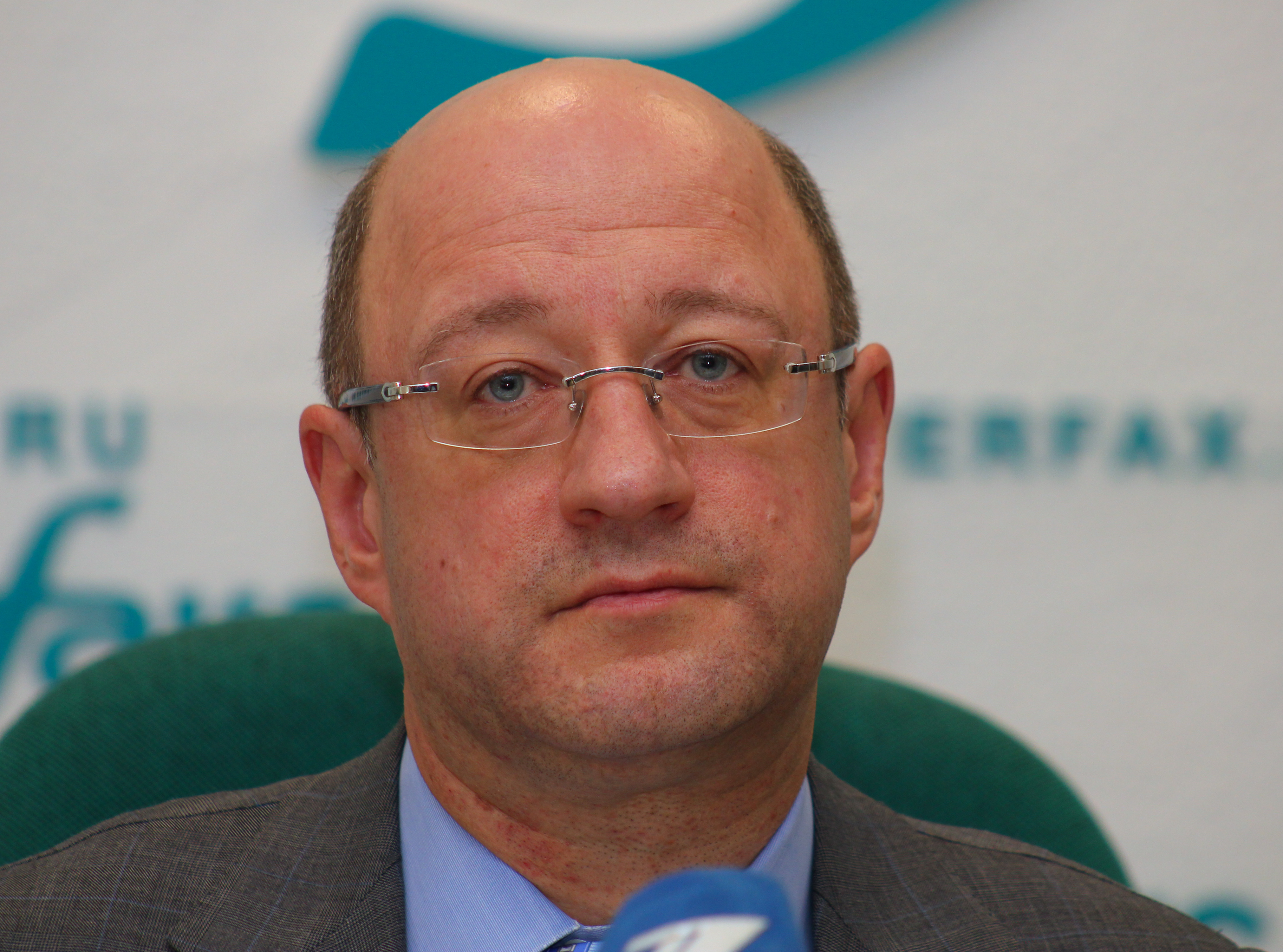
Бабаков Олександр Михайлович
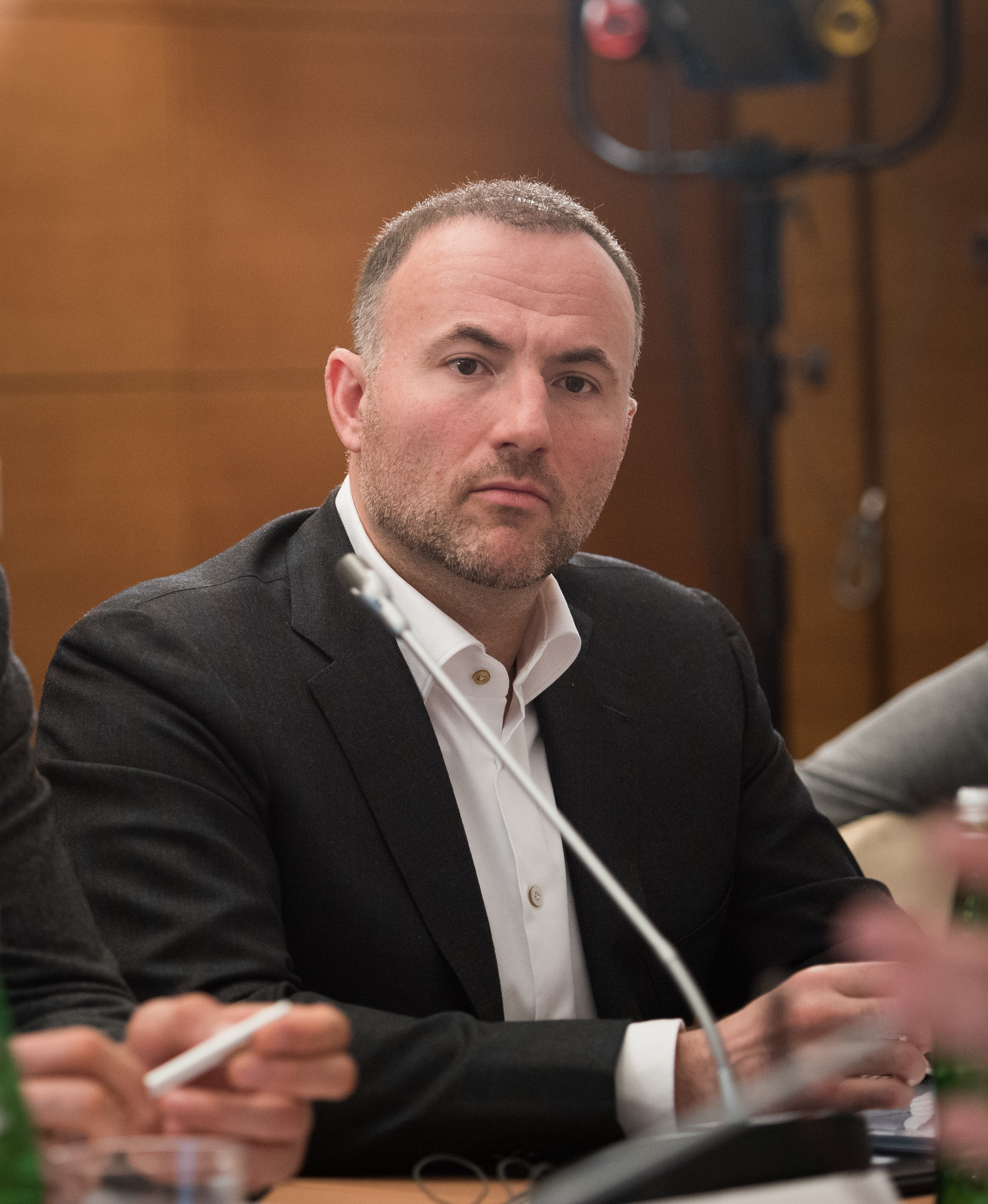
Фукс Павло Якович
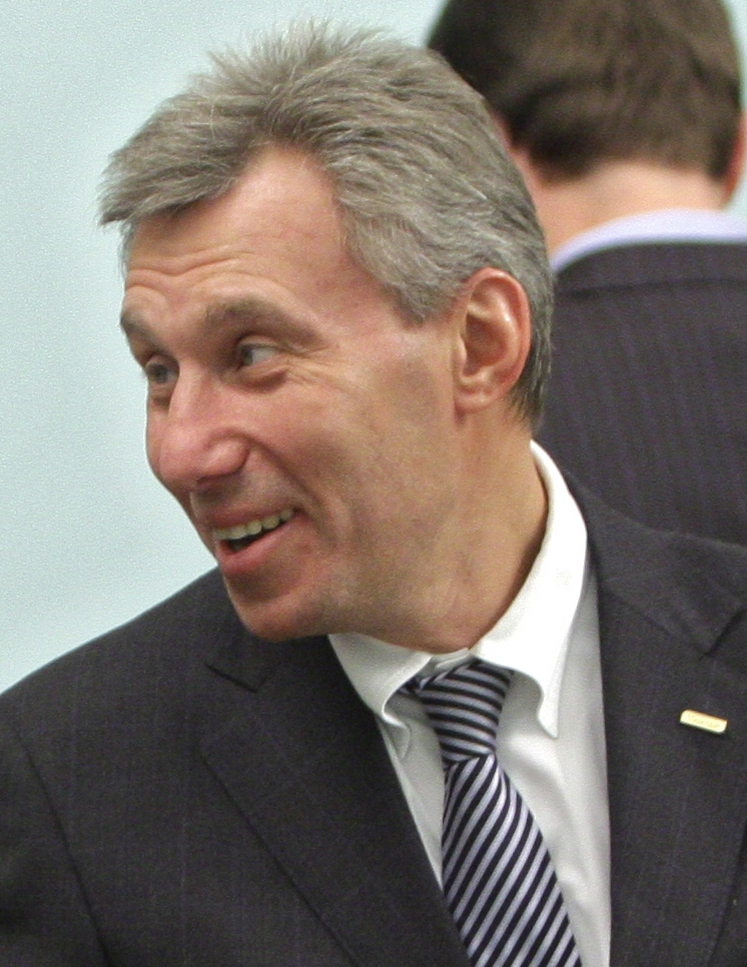
Хан Герман Борисович
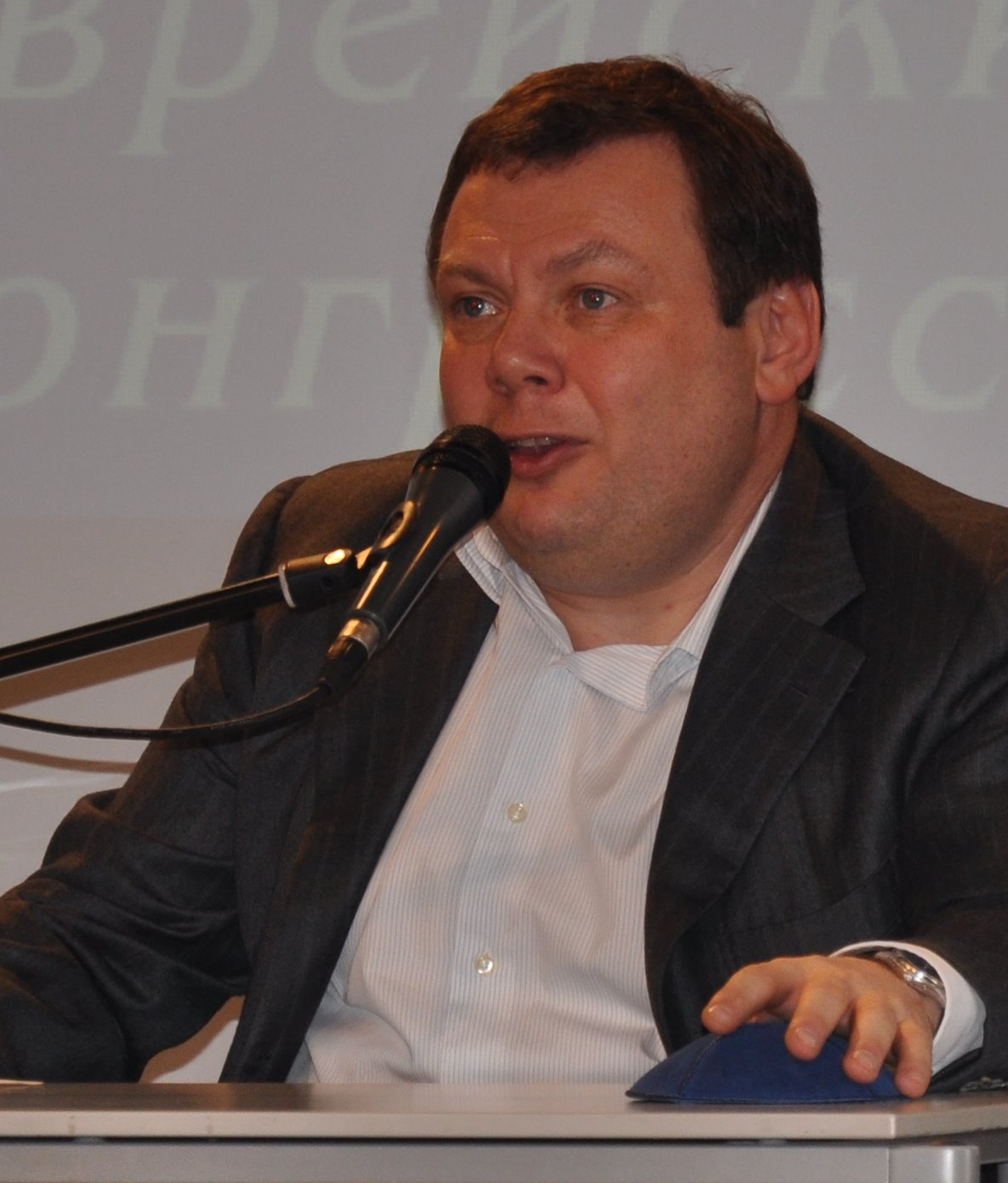
Фрідман Михайло Маратович

## Клани
Протягом тривалого часу характерна риса для українського ешелону влади — клановість еліти. У контексті українського суспільства кланом називають тіньове, закрите угруповання, яке не має легітимного оформлення й утворилося на ґрунті спільних інтересів його учасників. Основою клановості є економічний, матеріальний інтерес. Ґрунтом, на якому виростає клановість, є тіньова економіка. Сенс клану полягає не тільки у протиставленні власних інтересів суспільним, державним, а й у протистоянні іншим кланам. Боротьба кланів точиться поза правовим полем держави, нелегітимними методами. Головними засобами, які при цьому використовуються, є підкуп, шантаж, війна компроматів у ЗМІ, змова тощо, аж до терористичних актів, убивств на замовлення.
На думку окремих спостерігачів, в Україні на початок 2000-х діяли чотири клани: ВПК, Дніпропетровський і Донецький паливно-енергетичні та банківсько-фінансовий. Чим більшої сили набував клан, тим активніше він проникав у політику, пристосовувався до правил поведінки у політичній сфері, впроваджуючи до неї своїх висуванців, підкуповуючи політиків [неавторитетне джерело].

### Фінансово-політичні клани України
Особливість ситуації в Україні полягає в існуванні кількох фінансово-політичних кланів, які виникли за регіональною ознакою. В політичному дискурсі вони отримали назву фінансово-промислових груп. Найпотужніші з них асоціюються з Донецьком, Києвом, Дніпропетровськом і Харковом.
У рамках одного регіону може існувати декілька кланових об'єднань, як, наприклад, два в Донецьку, які сформовані навколо двох потужних корпорацій СКМ (System Capital Management) та ІСД (Індустріальний союз Донбасу). Кожен з них контролює велетенські виробничі ресурси в різних сферах господарства. СКМ володіє металургійними, машинобудівними, хімічними, вугільними підприємствами, енергогенеруючими та енергорозподіляючими потужностями, мобільними та стаціонарними телефонними операторами, банками, медіа-ресурсами і футбольним клубом «Шахтар». Окрім того, це угруповання повністю контролює та фінансує одну з найпотужніших партій в Україні — Партію регіонів.
Кожний із кланів — це політико-економічне угруповання, де економічні ресурси використовуються для розширення політичної влади, а остання, у свою чергу, — для подальшого посилення економічної могутності [неавторитетне джерело].

### Список фінансово-політичних кланів
- Дніпропетровський клан
  - група Приват
  - група Інтерпайп
  - група ВПК
- Донецький клан
  - група ІСД
  - група СКМ
  - «Сім'я» Януковича
- Київська сімка